# كريس برينك
كريس برينك (بالإنجليزية: Chris Brink)‏ هو رياضياتي جنوب أفريقي، ولد في 31 يناير 1951.